# Slåttatjärnen (Alfta socken, Hälsingland, 678627-150340)
Slåttatjärnen är en sjö i Ovanåkers kommun i Hälsingland och ingår i Ljusnans huvudavrinningsområde.